# Дикастерия по евангелизации
Дикастерия по евангелизации (лат. Dicasterium pro evangelizatione) — одна из шестнадцати Дикастерий Римской курии. Она была создана 5 июня 2022 года в результате слияния Папского совета по содействию новой евангелизации и Конгрегации евангелизации народов в соответствии с апостольской конституцией «Praedicate Evangelium».
В «Praedicate Evangelium» функции дикастерии описываются как «служение делу евангелизации, чтобы Христос, свет народов, мог быть познан и засвидетельствован словом и делом, и чтобы могло быть построено Его мистическое Тело, которое есть Церковь. Дикастерия отвечает за основные вопросы евангелизации в мире и за учреждение, сопровождение и поддержку новых отдельных Церквей, без ущерба для компетенции Дикастерии по делам Восточных Церквей».

## Важность
В «Praedicate Evangelium» Дикастерия по евангелизации является первым ведомством в списке ведомств Римской курии. Это истолковывается как означающее, что Дикастерия по  евангелизации сделана самым важным из всех ведомств. На протяжении последних пятисот лет Дикастерия доктрины веры и её эквиваленты всегда были самым важным ведомством. Во время пресс-конференции, посвященной апостольской конституции, епископ Марко Меллино заявил, что порядок, в котором дикастерии появляются в «Praedicate Evangelium», не имеет юридической силы, но «возможно» имеет порядок первых трех дикастерий: евангелизация (Дикастерия по евангелизации) идёт перед учением (Дикастерия доктрины веры), а за учением следует Дикастерия по служению благотворительности.

## Организация
Согласно «Praedicate Evangelium», одна секция посвящена «основным вопросам евангелизации в мире», другая — «первой евангелизации и новым конкретным Церквям на территориях, входящих в её компетенцию». Дикастерией руководит непосредственно римский понтифик, который является ее префектом.

## Иерархия
Ниже приводится список префектов и про-префектов Дикастерии по евангелизации. Эта иерархия организации характерна для этой дикастерии по сравнению с другими дикастериями Римской курии, где действующий Папа будет служить её префектом, при этом ему помогают два про-префекта, как указано в «Praedicate Evangelium».

### Префект Дикастерии
- Лев XIV — (8 мая 2025 — по настоящее время).

### Про-префект Секции новой евангелизации
- архиепископ Сальваторе Физикелла — (5 июня 2022 — по настоящее время).

### Про-префект Секции первой евангелизации
- кардинал Луис Антонио Гоким Тагле — (5 июня 2022 — по настоящее время).

## Руководство и официалы Дикастерии

### Секция евангелизации
- Секретарь секции евангелизации — архиепископ Фортунатус Начукву (15 мая 2023 — по настоящее время);
- Секретарь-адъюнкт секции евангелизации — архиепископ Эмилио Наппа (3 декабря 2022 — по настоящее время);
- Заместитель секретаря секции евангелизации — монсеньор Самюэле Сангалли (25 апреля 2023 — по настоящее время);
- Делегат по катехизису — епископ Франц-Петер Тебартц-ван Элст (5 июня 2022 — по настоящее время).

### Секция новой евангелизации
- Секретарь секции новой евангелизации — вакансия;
- Заместитель секретаря секции новой евангелизации — монсеньор Грэм Белл (5 июня 2022 — по настоящее время);
- Заместитель секретаря секции новой евангелизации — монсеньор Грациано Боргоново (5 февраля 2024 — по настоящее время).